# Куа-фу

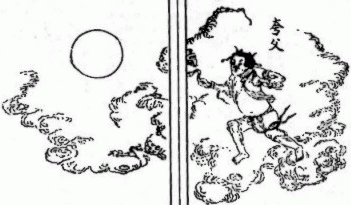
Куа-фу догоняет солнце (гравюра из «Иллюстраций к книге гор и морей», ксилограф, Российская национальная библиотека)

Куа-фу (кит. 夸父 — «отец цветущего») — великан в древнекитайской мифологии, который хотел догнать и захватить солнце. Обе версии мифа о Куа-фу описаны в «Шань хай цзине» («Книге гор и морей»). Согласно мнению некоторых учёных, под именем «Куа-фу» подразумевалось также название племени великанов.

## Описание
Куа-фу является внуком владыки подземного царства Хоу-ту и слугой бога грома Лэй-гуна. Его местожительством определялась северная гора Чэнду-цзай-тянь, где по древним китайским поверьям располагался вход в подземное царство. Таким образом Куа-фу относится к обитателям мира тьмы. К его могучему телосложению добавлялись две змеи, которых он держал в руках и ещё две, свешивающихся из ушей. Всё змеи были жёлтого цвета.

## Первая версия мифа
Одним ясным днём, Куа-фу был озадачен местонахождением солнца в ночное время, потому решил последовать за ним и даже поймать светило. С каждым шагом он становился всё ближе к солнцу, и, наконец, нагнал его в долине Юйгу, но, при попытке схватить огненный шар, не стерпел исходящего жара, и стал отставать, но продолжал следовать за солнцем с востока на запад, иссушив все реки и озёра (в том числе великие реки Хуанхэ и Вэйшуй), встречавшиеся на пути, в попытке утолить свою жажду. Тем не менее, Куа-фу так и не смог закончить свои поиски, умерев от жажды и истощения, невдалеке от Большого озера Дацзэ.
Из брошенного великаном перед смертью деревянного посоха, а также из истлевшей плоти, выросла Роща плодородия (邓林 — «дэн-линь»), огромный вечнозелёный сад из персиковых деревьев с превосходными плодами, утоляющими жажду и голод любого путника, идущего на запад. Эта роща также отождествляется с Персиковой рощей (桃林 — «тао-линь»), растущей у подножия горы Куа-фу, названной в честь павшего великана.

## Вторая версия мифа
Другая версия мифа о Куа-фу повествует о его участии в войне на стороне Чи-ю против Верховного правителя Хуан-ди. Вероятно в данном случае он выступал как бог дождя или ветра. Удача отвернулась от гиганта и он пал, сражённый драконом Ин-луном.

## Интерпретация
Фаллическая семантика имени Куа-фу («Отец цветущего») и символизм его палки-посоха (杖 — «чжан») имеют сравнительные мифологические параллели с оскоплёнными божествами, оплодотворяющими своим семенем землю: древнегреческие (Уран), древнеегипетские (Осирис). По мнению синолога Э. М. Яншиной, Куа-фу также стоит в одном ряду с умирающими и воскресающими божествами, культ которых был широко распространён в Древнем мире, и которые являлись отображением первобытного ритуала убийства правителя для блага племени или страны.

## Культурное влияние
- Современная китайская поговорка о Куа-фу, устремившемся в погоню за солнцем (夸父追日), используется, чтобы описать человека, который не может достичь поставленной цели, потому что слишком сильно переоценивает свои силы.
- 8 февраля 1994 года Китаем был выведен на орбиту спутник «Куафу-1», названный в честь мифического великана.